# Damernas 64 kg i tyngdlyftning vid olympiska sommarspelen 2020
Damernas tyngdlyftning i 64-kilosklassen vid olympiska sommarspelen 2020 hölls den 27 juli 2021 i Tokyo International Forum i Tokyo.

## Tävlingsformat
Varje tyngdlyftare får tre försök i ryck och stöt. Deras bästa resultat i de båda lyften kombineras till ett totalt resultat. Om någon tävlande misslyckas att få ett godkänt lyft, så blir de utslagna. Ifall två tyngdlyftare hamnar på samma resultat, är idrottaren med lägre kroppsvikt vinnare.

## Rekord
Innan tävlingens start gällde följande rekord.
| Världsrekord | Ryck   | Deng Wei (CHN) | 117 kg | Tianjin, Kina     | 11 december 2019  |
| Världsrekord | Stöt   | Deng Wei (CHN) | 145 kg | Pattaya, Thailand | 22 september 2019 |
| Världsrekord | Totalt | Deng Wei (CHN) | 261 kg | Pattaya, Thailand | 22 september 2019 |

## Resultat
| Placering | Idrottare             | Nation           | Grupp | Kroppsvikt | Ryck (kg) | Ryck (kg) | Ryck (kg) | Ryck (kg) | Stöt (kg) | Stöt (kg) | Stöt (kg) | Stöt (kg) | Totalt |
| Placering | Idrottare             | Nation           | Grupp | Kroppsvikt | 1         | 2         | 3         | Resultat  | 1         | 2         | 3         | Resultat  | Totalt |
| --------- | --------------------- | ---------------- | ----- | ---------- | --------- | --------- | --------- | --------- | --------- | --------- | --------- | --------- | ------ |
| 1         | Maude Charron         | Kanada           | A     | 63,30      | 102       | 105       | 108       | 105       | 128       | 128       | 131       | 131       | 236    |
| 2         | Giorgia Bordignon     | Italien          | A     | 63,70      | 98        | 101       | 104       | 104       | 121       | 126       | 128       | 128       | 232    |
| 3         | Chen Wen-huei         | Kinesiska Taipei | A     | 63,90      | 97        | 100       | 103       | 103       | 127       | 130       | 130       | 127       | 230    |
| 4         | Mercedes Pérez        | Colombia         | A     | 63,70      | 101       | 101       | 105       | 101       | 126       | 131       | 131       | 126       | 227    |
| 5         | Sarah Davies          | Storbritannien   | A     | 63,90      | 97        | 100       | 100       | 100       | 127       | 127       | 133       | 127       | 227    |
| 6         | Angie Palacios        | Ecuador          | A     | 63,55      | 100       | 104       | 108       | 104       | 122       | 127       | 127       | 122       | 226    |
| 7         | Elreen Ando           | Filippinerna     | A     | 63,15      | 96        | 99        | 100       | 100       | 118       | 122       | 122       | 122       | 222    |
| 8         | Marina Rodríguez      | Kuba             | A     | 64,00      | 95        | 98        | 98        | 98        | 118       | 123       | 123       | 123       | 221    |
| 9         | Nuray Levent          | Turkiet          | A     | 63,10      | 97        | 100       | 103       | 100       | 116       | 120       | 124       | 120       | 220    |
| 10        | Lisa Schweizer        | Tyskland         | A     | 63,60      | 97        | 100       | 102       | 100       | 117       | 121       | 121       | 117       | 217    |
| 11        | Kiana Elliott         | Australien       | B     | 63,40      | 93        | 97        | 101       | 101       | 108       | 108       | 111       | 108       | 209    |
| 12        | Sema Ludrick          | Nicaragua        | B     | 64,00      | 87        | 87        | 92        | 87        | 110       | 115       | 118       | 115       | 202    |
| 13        | Yasmin Zammit Stevens | Malta            | B     | 63,70      | 84        | 84        | 87        | 84        | 101       | 101       | 105       | 105       | 189    |
| –         | Chaima Rahmouni       | Tunisien         | B     | 62,90      | 88        | 91        | 93        | 91        | 110       | 110       | 111       | –         | –      |